# Київ (півострів)
Півострів Київ (англ. Kyiv Peninsula) — півострів, який виступає на 35 км у північно-західному напрямку від західної сторони Землі Ґреяма, яка є частиною Антарктичного півострова, що в Антарктиді.

## Географія
На північному сході півострів омивається водами Фландрійської затоки, а на південному заході — затокою Біскочі. Він лежить окремо від архіпелагу Вільгельма на північний захід від каналу Лемера і протоки Пенола (названа на честь риболовецької шхуни «Пенола», на якій вели дослідження місцевості члени британської експедиції під керівництвом Джона Раймілла). Крайня точка півострова — Мис Ренар. На південний захід від цього мису знаходиться Земля Ґреяма, на північний схід — Узбережжя Данко. Півострів переважно покритий льодом та має овальну форму.
Найвищі вершини, гори Демарія (635 м) і Транчант (285 м) знаходяться на західному узбережжі півострова.

## Назва
Названий півострів на честь столиці України, у зв'язку з українською антарктичною станцією «Академік Вернадський», що розташована на острові Галіндез. Згідно з рішенням Наукового комітету із антарктичних досліджень (SCAR), починаючи з 7 вересня 2020 року чинною є назва півострова в українському написанні: «Kyiv Peninsula», хоча стара назва Kiev Peninsula теж лишається чинною.

## Історія
До середини 1930-х вважався островом. 17 лютого 1936, в процесі дослідження однієї з частин Аргентинських островів — Землі Ґреяма — британська експедиція під керівництвом Джона Раймілла встановила, що дана територія сполучена з континентом (Антарктидою), тобто є півостровом. Члени експедиції Раймілла створили детальні карти Аргентинських островів, включаючи Землю Ґреяма та острів Галіндез, які застосовуються й нині.

## Розташування
Півострів Київ розташований з центром в точці 65°15′00″ пд. ш. 63°41′00″ зх. д. / 65.25000° пд. ш. 63.68333° зх. д.. Британська мапа 1976 р.

## Мапи
- Британська антарктична територія. Масштаб 1:200000. Топографічна карта. DOS 610 Series, Sheet W 65 62. Directorate of Overseas Surveys, Tolworth, UK, 1976.
- Antarctic Digital Database (ADD). Масштаб 1:250000. Топографічна карта. Науковий комітет з антарктичних досліджень (SCAR), 1993—2006.

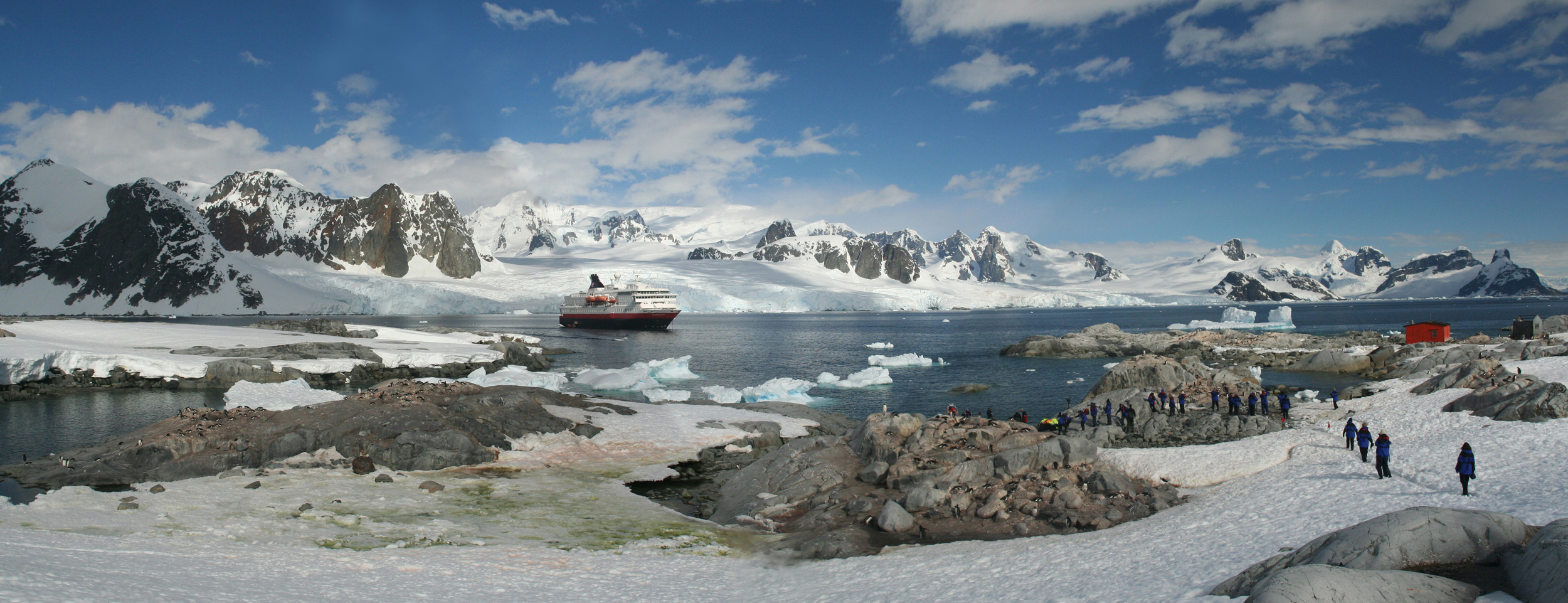
Гори на західній частині півострова Київ з острова Петерманн